# Массовое убийство в Канюкай
Массовое убийство в Канюкай — по данным литовских историков, расправа советских партизан над польским населением деревни Канюкай (пол. Koniuchy: Конюхы) 29 января 1944.
В этот день группа советских партизан, командиром которых являлся Г. О. Зиманас («Юргис»), вошла в деревню и убила 46 местных жителей польской национальности, в том числе 22 несовершеннолетних. Все убитые были местными жителями, которым партизаны инкриминировали коллаборационизм. По другим данным, жители деревни якобы обстреляли партизанский отряд, когда тот направлялся на операции против немецких оккупантов.

## Послевоенные события
В 2008 году депутат литовского парламента Ритас Купчинскас направил в прокуратуру запрос «О массовом убийстве гражданских жителей, совершенном советскими партизанами в деревне Канюкай Шальчининкского района», в соответствии с которым потребовал провести допрос бывших партизан Фани Бранцовской и Рахиль Марголис. В ответ 28 мая 2008 года центр Симона Визенталя выразил протест МИДу Литвы. В своем письме в МИД Литвы центр обвинил литовские правоохранительные органы в том, что они «начали кампанию с целью дискредитации участников еврейского сопротивления, лживо обвиняя их в военных преступлениях, чтобы таким образом отвлечь внимание от широкого участия литовцев в убийствах евреев во время Холокоста».
По версии главного прокурора отдела спецрасследований Римвидаса Валентукявичюса, мирные жители были убиты за то, что отказались дать партизанам продукты. При этом сам Р. Купчинскас признал, что «жители деревни защищались от нападения партизан».
В своих мемуарах «Пламя под пеплом» подпольщица вильнюсского гетто и партизанка Ружка Корчак пишет, что «жестокая операция, разработанная и проведенная военно-политическим командованием штаба бригады, в ходе которой убивали без разбора мужчин, женщин и детей» вызвала среди партизан негативную реакцию.
Фаня Бранцовская в интервью А. Ступникову рассказала, что деревня Конюхи имела вооружённую самооборону и не пропускала советских партизан, а обойти её было невозможно, поэтому еврейские партизаны «решили их успокоить». Она подтвердила, что в этой деревне была литовская пронемецкая власть, за что партизаны её и атаковали, но сама Бранцовская «лежала после операции» и в боях не участвовала.
Ветеран партизанского движения, профессор Вильнюсского университета Сара Гинайте осудила действия прокуратуры и заявила, что жители деревни призвали на помощь местных полицаев и солдат вермахта, чтобы защитить деревню от партизан.